# パジャドール
パジャドール（Payador）とは、アルゼンチンやウルグアイ、ブラジルにて、19世紀後半ごろに多くいた歌手で、20世紀をしばらくすぎても活動を続けるものがいた。自ら持っていたギターで伴奏していた。その音楽をパジャーダ（Payada）と呼ぶ。チリではパジャーダをパジャと呼び、演者はウアッソである。

## 概要

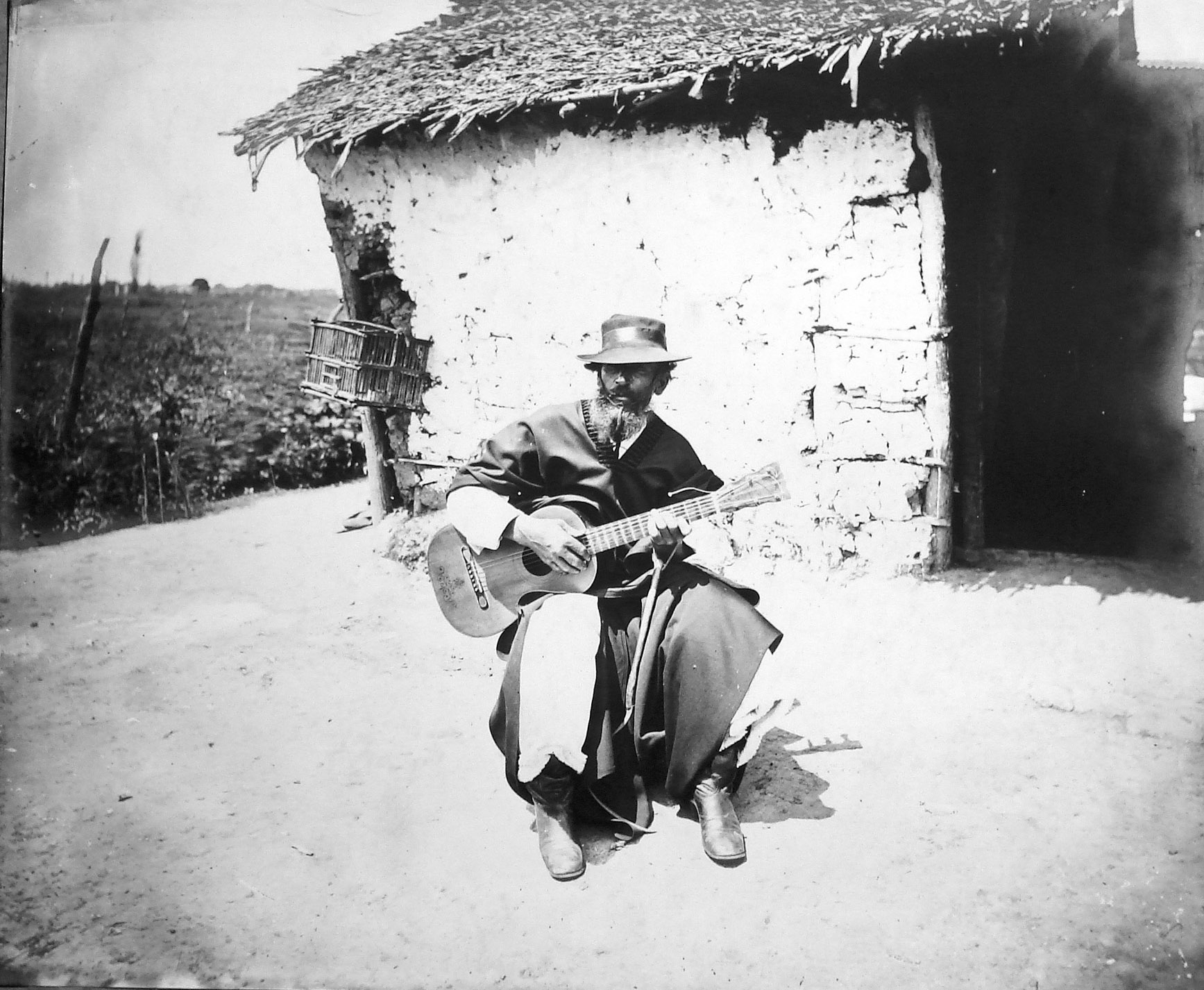
パジャドールを描いた絵

19世紀前半より、アルゼンチンやウルグアイおよび隣の国のブラジルで、牧畜に従事するガウチョまたは地域住民の中に、ギターと歌が得意な人が、即興的に作った歌『パジャード』（Payado）を、大衆の集まるところで披露することが、はやり始めた。19世紀後半には、一つの文化として定着する。パジャードの内容については、人生の喜び、悲しみを歌ったものである。「吟遊詩人」と訳されることもあった。
コントラプント（Contrapunto）という、二人のパジャドーラが、四行詩の歌を作り、競うということも、かなりあった。
ホセ・エルナンデス（José Hernández）の有名な叙事詩『マルティン・フィエロ』（Martín Fierro）の主人公は、パジャドールであったという設定である。タンゴ歌手のカルロス・ガルデルは、16歳ごろ、パジャドールより、ギターと歌を学んだといわれる。
20世紀に入ると、フォルクローレの商業化が進み、パジャドールから、フォルクローレ歌手に転進しレコード録音する人も出てきた。また、パジャドール文化は、伝説として、語り継がれることとなる。現在に至っても、パジャドールを自称して活動をしている歌手もいる。

## 著名なパジャドール
- バルトロメ・イダルゴ（スペイン語版） Bartolomé Hidalgo
- ガビノ・エセイサ　Gabino Ezeiza
- イヒニオ・カソン　Higinio Cazón
- ホセ・ベティノッティ　José Betinotti